# 岡山県幼稚園の廃園一覧
岡山県幼稚園の廃園一覧（おかやまけんようちえんのはいえんいちらん）は、岡山県内の廃園になった幼稚園の一覧。対象となるのは、学制改革（1947年）以降に廃園となった幼稚園、および分園である。園名は廃園当時のもの。廃園時に幼稚園が所在した自治体がその後合併により消滅している場合は、現行の自治体に含める。また現在休園中の県内の幼稚園（分園）も、その多くは実質上、廃園と同じ状態にあるため参考として記載する。
（）内は、廃園になった年（休園の場合は、その措置が取られた年）である。

## 岡山市
- 岡山市立宇甘西幼稚園（閉園）
- 岡山市立甘泉幼稚園（閉園）
- 岡山市立小串幼稚園[1]（休園開始時期不詳）
- 岡山市立幸島幼稚園（1991年）[2]
- 岡山市立牧山幼稚園（1997年休園[3]、2004年牧石幼稚園へ統合）
- 岡山市立白石幼稚園（2002年）[4]
- 岡山市立深柢幼稚園（2003年岡山中央幼稚園新設のため廃園）
- 岡山市立弘西幼稚園（同上）
- 岡山市立出石幼稚園（同上）
- 岡山市立清輝幼稚園（同上）
- 岡山市立南方幼稚園（同上）
- 岡山市立福谷幼稚園（2009年）[5]
- みどり幼稚園（2015年）[6]
- 岡山市立高田幼稚園（2009年）[5]
- 岡山市立大宮幼稚園（2012年休園[2]、2022年廃園[7]）
- 岡山市立朝日幼稚園（2014年休園[2]、2022年廃園[8]）
- 岡山市立中山幼稚園（2015年岡山市中山保育園と統合し[9]岡山市中山認定こども園[10]へ）
- 岡山市立御津幼稚園（2015年岡山市金川保育園と統合し[9]岡山市御津金川認定こども園[11]へ）
- 岡山市立太伯幼稚園（2015年岡山市太伯保育園と統合し[9]岡山市太伯認定こども園[12]へ）
- 岡山市立灘崎幼稚園（2015年岡山市灘崎保育園と統合し[9]岡山市灘崎認定こども園[13]へ）
- 岡山市立岡南幼稚園（2016年岡山市立岡南保育園と統合し岡山市立岡南認定こども園へ）[14]
- 御南幼稚園（2017年）[15]
- 岡山市立甲浦幼稚園（2018年[16]岡山市甲浦認定こども園[17]へ移行）
- 岡山市立江西幼稚園（2018年社会福祉法人桜会江西桜こども園へ移行）[18]
- 岡山市立岡山中央幼稚園（2018年弘西保育園と統合し社会福祉法人なかよし会弘西こども園へ）[19]
- 岡山市立伊島幼稚園（2019年岡山市伊島認定こども園へ移行）
- 岡山市立馬屋上幼稚園（2019年社会福祉法人白ゆり会認定こども園白ゆりの丘へ移行）[20]
- 岡山市立高島幼稚園（2020年学校法人大森学園高島おひさまこども園へ移行）[21]
- 岡山市立野谷幼稚園（2021年休園、2023年野谷保育園と統合し岡山市野谷認定こども園へ）[22]
- 岡山市立陵南幼稚園（2021年岡山市陵南認定こども園へ移行）[22]
- 岡山市立千種幼稚園（2021年万富保育園と統合し岡山市千種認定こども園へ）[22]
- 岡山市立角山幼稚園（2021年）[2][注釈 1]
- 岡山市立旭竜幼稚園（2021年）[23]
- 岡山市立古都幼稚園（2021年社会福祉法人ちとせ交友会古都こども園へ移行）[18]
- 岡山市立宇野幼稚園（2021年社会福祉法人ちとせ交友会原尾島こども園へ移行）[18]
- 岡山市立浮田幼稚園（2021年社会福祉法人のぞみ会浮田とちのみこども園へ移行）[24]
- しいのみ幼稚園（2021年しいのみこども園へ移行）[25]
- 岡山市立幸島幼稚園（2022年）[26]
- 岡山市立庄内幼稚園（2022年庄内保育園と統合し岡山市庄内認定こども園へ）[22]
- 岡山市立妹尾幼稚園（2022年岡山市妹尾認定こども園へ移行）[25]
- 岡山市立雄神幼稚園（2022年休園、2023年廃園）[22][注釈 2]
- 岡山市立御休幼稚園（2022年）[27][注釈 3]
- 岡山市立平津幼稚園（2022年）[27][注釈 4]
- 足守町立日近幼稚園（1970年岩田幼稚園と統合し高田幼稚園へ）[28]
- 足守町立岩田幼稚園（1970年日近幼稚園と統合し高田幼稚園へ）[28]

## 倉敷市
- 倉敷市立琴浦西幼稚園
- 倉敷市立上の町幼稚園
- 倉敷市立茶屋町幼稚園（1985年倉敷市立茶屋町東幼稚園、倉敷市立茶屋町西幼稚園に分離のため廃園）
- 倉敷市立味野南幼稚園（1989年休園、1996年倉敷市立味野幼稚園へ統合）
- 倉敷市立菰池幼稚園（2001年）
- 倉敷市立西浦幼稚園（2002年倉敷市立連島西浦幼稚園新設のため廃園）
- 倉敷市立西浦東幼稚園（同上）
- 倉敷市立通生幼稚園（2002年）
- 倉敷市立下の町幼稚園（2003年琴浦西幼稚園へ統合）
- 倉敷市立下小川幼稚園（2003年小川幼稚園へ統合）
- 倉敷市立唐琴幼稚園（2005年）
- 倉敷市立郷内幼稚園尾原分園（2005年）
- 倉敷市立柳井原幼稚園（2006年休園、2019年倉敷市立船穂幼稚園へ統合）[29]
- 倉敷市立水島幼稚園（2009年）
- 倉敷市立南浦幼稚園（2009年）[30]
- 倉敷市立下津井幼稚園（2010年）[31]
- 倉敷市立連島北幼稚園（2011年）[32]
- 倉敷市立中洲幼稚園（2015年倉敷市立大内保育園中洲分園と統合し倉敷市立中洲認定こども園へ）[33]
- くらしき作陽大学附属幼稚園[6]（2015年くらしき作陽大学附属認定こども園へ移行）[34]
- 倉敷市立乙島東幼稚園（2016年倉敷市立乙島保育園と統合し倉敷市立乙島認定こども園へ）[35]
- 倉敷市立穂井田幼稚園（2016年倉敷市立穂井田保育園と統合し倉敷市立穂井田認定こども園へ）[35]
- あさひ幼稚園〈旧〉（2016年認定こども園あさひ幼稚園〈新〉へ移行）[36]
- 倉敷市立柳田幼稚園（2016年倉敷市立柳田保育園と統合し倉敷市立柳田認定こども園へ）[14]
- 倉敷市立中新田幼稚園（2018年休園、2019年船穂幼稚園へ統合）[29]
- 倉敷市立本荘幼稚園（2019年）[37]
- 倉敷市立柏島幼稚園（2019年）[38]
- 倉敷市立第五福田幼稚園（2020年第五福田保育園と統合し第五福田認定こども園へ）[39]
- 倉敷市立庄幼稚園（2021年[40]倉敷市立庄認定こども園[41]へ移行）
- 倉敷市立赤崎幼稚園（2021年休園[42]、2022年倉敷市立味野幼稚園へ統合[43]）
- 倉敷市立小川幼稚園（2022年休園[43]、2023年廃園[44]）
- 倉敷市立乙島幼稚園（2022年休園[43]、2023年廃園[44]）
- 倉敷市立琴浦東幼稚園（2023年田の口保育園と統合し倉敷市立田の口認定こども園へ）[45]

## 津山市
- 津山市立加茂幼稚園分園（1964年）[46]
- しらゆり幼稚園〈旧〉（2016年幼保連携型認定こども園しらゆり幼稚園〈新〉へ移行）[47]
- 津山市立東幼稚園（2019年）[48]
- 津山市立高田幼稚園（2019年）[48]
- 津山市立加茂幼稚園（2019年）[46]

## 玉野市
- 玉野市立荘内幼稚園上分園（1969年）[49]
- 玉野市立荘内幼稚園下分園（1969年）[49]
- 玉野市立日比幼稚園〈旧〉（1991年）[49]
- 玉野市立和田幼稚園〈初代〉（1991年玉野市立日比幼稚園〈新〉へ変更）[49]
- 玉野市立和田幼稚園分室〈旧〉（1991年玉野市立和田幼稚園〈2代目〉へ変更）[49]
- 玉野市立奥玉幼稚園（1992年）[49]
- 玉野市立玉幼稚園（2013年玉保育園と統合し玉認定こども園へ）[50]
- 玉野市立玉原幼稚園（2018年）[49]
- 玉野市立和田幼稚園〈2代目〉（2023年休園）[51]

## 笠岡市
- 笠岡市立豊浦幼稚園（2000年休園、2014年10月廃園）[52]
- 笠岡市立北木幼稚園（2000年休園、2014年10月廃園）[52]
- 笠岡市立飛島幼稚園（2006年休園、2014年10月廃園）[52]
- 笠岡市立白石幼稚園（2015年休園[52]、2020年廃園[53]）
- 笠岡市立大島東幼稚園（2016年休園、2018年廃園）[52]
- 笠岡市立陶山幼稚園（2017年休園[52]、2024年廃園[54]）
- 笠岡市立今井幼稚園（2021年休園[55]、2024年廃園[56]）
- 笠岡市立富岡幼稚園（2022年笠岡市立ひまわり認定こども園へ移行）[57]
- 笠岡市立横江幼稚園（2022年休園[55]、2024年廃園[58]）
- 笠岡市立大島幼稚園（2022年休園[55]、2024年廃園[59]）

## 井原市
- 井原市立稲倉幼稚園（休園開始時期不詳）[60]

## 総社市
- 総社市立井尻野幼稚園（2019年総社市立総社保育所と統合し総社市立井尻野認定こども園へ）[61]
- 総社市立神在幼稚園（2023年休園）[44]
- 総社市立昭和幼稚園（2024年総社市立昭和中学校などと統合し総社市立昭和五つ星学園義務教育学校へ）[62]
- 総社市立維新幼稚園（同上）[62]
- 清音村立清音幼稚園（2002年清音村立清音保育園と統合し清音幼児園となり、2015年総社市立きよね認定こども園へ）[61]

## 高梁市
- 湯野幼稚園
- 高梁市立松原幼稚園（2018年休園）[63]
- 高梁市立玉川幼稚園（2021年休園）[63]
- 高梁市立宇治幼稚園（2021年休園）[63]
- 高梁市立高梁南幼稚園（2023年高梁市立高梁幼稚園へ統合）[64]
- 高梁市立巨瀬幼稚園（2023年休園）[65]
- 高梁市立中井幼稚園（2023年休園）[65]
- 高梁市立落合幼稚園（2024年私立おちあいこども園へ移行）[63]
- 高梁市立津川幼稚園（2024年休園）[63]

## 新見市
- 新見市立明新幼稚園（2012年休園、2013年再開、2016年再休園、2018年廃園）[66]
- 新見市立上市幼稚園（2013年新見市立上市認定こども園へ移行）[67]
- 新見市立菅生幼稚園（2013年休園、2014年廃園）[66]
- 新見市立新見幼稚園（2014年新見市立新見中央認定こども園へ移行）[68]
- 新見市立正田幼稚園（2014年休園、2016年廃園）[66]
- 新見市立高西幼稚園（2014年休園、2016年廃園）[66]
- 新見市立唐松幼稚園（2014年休園、2016年廃園）[66]
- 新見市立熊谷幼稚園（2015年新見市立熊谷保育園と統合し新見市立熊谷認定こども園へ）[69][注釈 5]
- 新見市立草間台幼稚園（2016年）[66]
- 新見市立井倉幼稚園（2016年休園、2018年廃園）[66]
- 新見市立本郷幼稚園（2023年新見市立哲多認定こども園へ移行）[44]

## 備前市
- 備前市立神根幼稚園（2017年吉永幼稚園および備前市立吉永保育園と統合し備前市立吉永認定こども園へ）[70]
- 備前市立吉永幼稚園（2017年神根幼稚園および吉永保育園と統合し吉永認定こども園へ）[70]

## 瀬戸内市
- 瀬戸内市立牛窓小学校附属幼稚園西分園（1960年）[71]
- 瀬戸内市立豊原幼稚園（1971年邑久保育園などと統合し瀬戸内市立邑久幼稚園へ）[72]
- 瀬戸内市立明徳幼稚園（同上）[72]
- 瀬戸内市立淳風幼稚園（同上）[72]
- 瀬戸内市立裳掛幼稚園（2007年休園[73]、2020年瀬戸内市立裳掛こども園へ移行）
- 瀬戸内市立玉津幼稚園（2012年休園[73]、2008年玉津保育園〈休園開始時期不詳〉へ統合[74]）
- 瀬戸内市立牛窓西幼稚園（2014年休園）[75]
- 瀬戸内市立牛窓北幼稚園（2016年休園[75]、2022年廃園[76]）
- 瀬戸内市立美和幼稚園（2019年休園）[75]
- 瀬戸内市立今城幼稚園（2021年瀬戸内市立今城保育園と統合し瀬戸内市立今城こども園へ）[77]

## 赤磐市
- 赤磐市立高陽幼稚園（2011年統合により赤磐市立山陽幼稚園へ）[78]
- 赤磐市立西山幼稚園（同上）[78]
- 赤磐市立高月幼稚園（同上）[78]
- 山陽町立高陽幼稚園鳥中分園（1986年休園、2000年廃園）[78]

## 真庭市
- 真庭市立天津幼稚園（2016年真庭市立川東幼稚園および真庭市立落合ひまわり保育園と統合し真庭市立天の川こども園へ）[14]
- 真庭市立米来幼稚園（2021年[79]真庭市立米来こども園[80]へ移行）

## 美作市
- 美作市立美作北幼稚園（2021年[81]美作市立美作北こども園[82]へ移行）
- 美作市立東粟倉幼稚園（2021年休園[83]、2023年美作市立むさしこども園[84]へ移行）

## 浅口市
- 浅口市立寄島幼稚園（2016年浅口市立寄島西保育園と統合し浅口市立寄島こども園へ）[14]
- 金光学園幼稚園（2016年金光学園こども園へ移行）[85]

## 小田郡
- 矢掛幼稚園（2020年矢掛保育園などと統合し矢掛町立矢掛認定こども園へ）[86]
- 美川幼稚園（同上）[86]
- 山田幼稚園（同上）[86]
- 川面幼稚園（同上）[86]

## 苫田郡
- 鏡野町立上斎原幼稚園（2023年）[44]

## 加賀郡
- 吉備中央町立津賀幼稚園〈2代目〉（2021年）[87]
- 吉備中央町立円城幼稚園（2022年休園、2024年吉備中央町立円城こども園へ移行）[88]

- 吉備中央町立御北幼稚園（2024年）[88]
- 加茂川町立津賀幼稚園〈初代〉（1990年津賀西幼稚園と統合し津賀幼児園となり、1992年津賀幼稚園〈2代目〉へ改称）[89]
- 加茂川町立津賀西幼稚園（1990年津賀幼稚園〈初代〉と統合し津賀幼児園となり、1992年津賀幼稚園〈2代目〉へ改称）[89]